# Woda morska

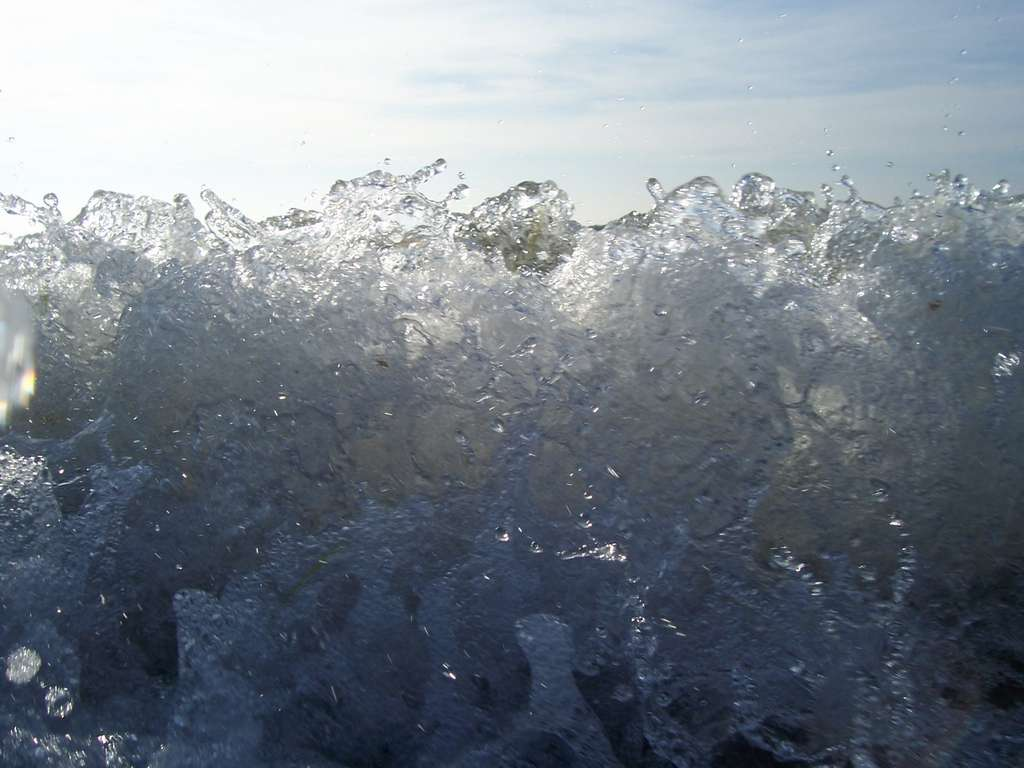
Woda morska w postaci szczytu fali na Morzu Bałtyckim

Woda morska, woda słona – woda występująca w morzach i oceanach. W wodzie tej są rozpuszczone tysiące związków chemicznych i prawie wszystkie pierwiastki chemiczne obecne na kuli ziemskiej. Woda morska stanowi ponad 97% wody obecnej w formie ciekłej na powierzchni Ziemi, tzw. woda słodka stanowi zaś mniej niż 3%.

## Charakterystyka
Najbardziej charakterystyczną cechą wody morskiej jest wysokie stężenie kationów sodu (Na+), potasu (K+), magnezu (Mg2+) i wapnia (Ca2+) oraz anionów chlorkowych (Cl−), siarczanowych (HSO−
4 i SO2−
4) oraz węglanowych (HCO−
3 i CO2−
3), które łącznie nadają wodzie morskiej intensywnie gorzki lub gorzko-słony smak i powodują, że nie nadaje się ona do picia. Niewielkie ilości wypitej wody teoretycznie nie są szkodliwe dla człowieka, jednak picie wody aby zapobiec odwodnieniu jest nie tylko szkodliwe, ale i bezcelowe, gdyż więcej wody jest wykorzystywanej do pozbycia się nadmiaru soli z organizmu niż znajduje się w wodzie morskiej. W efekcie spożycie wody morskiej tylko przyspiesza proces odwodnienia. Woda morska ma odczyn lekko alkaliczny (pH = 7,5 do 8,4).
Stężenie jonów w wodzie morskiej przelicza się często na taką zawartość wagową chlorku sodu w 1 dm³ wody, która dawałaby podobne średnie stężenie molowe wszystkich jonów. Stężenie to w oceanach jest względnie stałe i zależy głównie od strefy klimatycznej w której dokonuje się pomiar. Wynosi ono 32–40 promila. W morzach stężenie to waha się w granicach od 3 do 50‰. Woda o zasoleniu wynoszącym 35‰ zamarza w temperaturze -2 °C.

## Zasoby słonej wody morskiej
| Substancja                       | Masa      | Udział procentowy |
| -------------------------------- | --------- | ----------------- |
| chlorek sodu, NaCl               | 27,213 kg | 77,80%            |
| chlorek magnezu, MgCl 2          | 3,807 kg  | 10,90%            |
| siarczan magnezu, MgSO 4         | 1,658 kg  | 4,70%             |
| siarczan wapnia, CaSO 4          | 1,260 kg  | 3,60%             |
| siarczan potasu, K 2SO 4         | 865 g     | 2,50%             |
| węglan wapnia, CaCO 3            | 123 g     | 0,03%             |
| bromek magnezu, MgBr 2           | 76 g      |                   |
| fluorki, F−                      | 33 g      |                   |
| białka i inne związki organiczne | 1,4 g     |                   |
| bar, Ba2+                        | 0,5 g     |                   |
| jodki, I−                        | 0,5 g     |                   |
| argon, Ar                        | 0,1 g     |                   |
| srebro, Ag+                      | 0,3 mg    |                   |
| rubid, Rb+                       | 0,2 mg    |                   |
| złoto, Au                        | 4 µg      |                   |
| rad, Ra                          | 0,02 µg   |                   |

Wszystkie oceany i morza otwarte zawierają takie same sole, będące w takim samym stosunku procentowym. Woda z poszczególnych zbiorników różni się między sobą jedynie stężeniem, czyli stosunkiem ilości wszystkich soli do ilości wody. Jest to podstawowa reguła stałości składu wody morskiej zwana regułą Dittmara.
| Pierwiastek | %       | Pierwiastek | %      |
| ----------- | ------- | ----------- | ------ |
| tlen        | 85,7000 | siarka      | 0,0885 |
| wodór       | 10,8000 | wapń        | 0,0400 |
| chlor       | 1,9000  | potas       | 0,0380 |
| sód         | 1,0500  | brom        | 0,0065 |
| magnez      | 0,1350  | węgiel      | 0,0026 |

## Porównanie z wodą słodką
Wody słodkie poza ilością rozpuszczonych soli różnią się od wody morskiej także składem chemicznym. W wodzie morskiej dominują chlorki, które w wodzie słodkiej występują w ilościach znikomych, a za to dominują węglany. Najważniejszym z nich, stanowiącym około 60% wszystkich rozpuszczonych ciał stałych jest węglan wapnia.
| Sole mineralne w wodzie morskiej i słodkiej | Sole mineralne w wodzie morskiej i słodkiej | Sole mineralne w wodzie morskiej i słodkiej | Sole mineralne w wodzie morskiej i słodkiej |
| Wody                                        | Chlorki %                                   | Siarczany %                                 | Węglany %                                   |
| ------------------------------------------- | ------------------------------------------- | ------------------------------------------- | ------------------------------------------- |
| woda morska (oceaniczna)                    | 88,7                                        | 10,8                                        | 0,4                                         |
| woda słodka (rzeczna)                       | 6,9                                         | 13,2                                        | 79,9                                        |